# راندير كابور
راندير كابور هو منتج أفلام ومخرج وممثل هندي، ولد في 15 فبراير 1947 بمومباي في الهند.

## وصلات خارجية
- راندير كابور على موقع IMDb (الإنجليزية)
- راندير كابور على موقع ألو سيني (الفرنسية)
- راندير كابور على موقع ميوزك برينز (الإنجليزية)
- راندير كابور على موقع أول موفي (الإنجليزية)
- راندير كابور على موقع قاعدة بيانات الفيلم (الإنجليزية)
- راندير كابور على موقع كينوبويسك (الروسية)